# إرنست بويتلر
إرنست بويتلر (بالإنجليزية: Ernest Beutler)‏ طبيب أمراض دم وعالم طب حيوي أمريكي ألماني المولد (1928 - 2008)، صاحب اكتشافات هامة حول أسباب عدد من الأمراض، بما في ذلك فقر الدم، أمراض غوشيه، اضطرابات استقلاب الحديد ومرض تاي ساكس. أيضا كان رائدا في عدد من العلاجات الطبية، بما في ذلك تقنيات زرع نخاع العظام . خدم كأستاذ، ثم رئيس لقسم الطب الجزيئي والتجريبي في معهد سكريبس للأبحاث في لاجولا، كاليفورنيا في الفترة من 1979 حتى عام 2008.